# Зелінський Андрій Леонідович
Зелінський Андрій Леонідович (нар. 14 травня 1973, Київ) — український історик. Доктор історичних наук (2021).

## З біографії
Народився 14 травня 1973 року у м. Києві. 2000 року закінчив з відзнакою історичний факультет, а 2003 року — аспірантуру Київського національного університету імені Тараса Шевченка. У 2004 році захистив кандидатську дисертацію «Трансформація громадян еллінської ойкумени у птолемеївських підданих». У 2003—2014 і 2019 роках працював у Інституті сходознавства ім. А. Кримського НАНУ (з 2009 р. — старшим науковим співробітником). Також у 2014—2019 роках був членом редакційної колегії фахового періодичного видання «Сходознавство». У 2005—2012 роках працював викладачем у приватному вищому навчальному закладі Київський університет «Східний світ». У 1999—2014 роках викладав суспільствознавчі дисципліни у Міжобласній вечірній середній школі для сліпих та слабозорих. У 2020—2021 роках — кореспондент Об'єднаної редакції періодичних видань Українського товариства сліпих «Заклик». Від 2021 року — в. о. провідного наукового співробітника відділу історії Азії та Африки Інституту всесвітньої історії НАНУ (Київ).
Досліджує історію елліністичного періоду, сучасну історію країн Леванту.

## Вибрані праці

### Монографії
- Александрійські фараони та їхні піддані. Зміцнення влади перших Птолемеїв. К., 2010;
- Від басилевсів-фараонів до фараонів-басилевсів: перші 100 років птолемеївської монархії. В.; К., 2020;

### Вибрані статті
- Правова сегрегація і правова інтеграція в елліністичному Єгипті (до питання про так звану «колоніальну» ситуацію у птолемеївському Єгипті) // Східний світ. –2005. — № 2. — С. 43-49.
- Позаетнічний характер птолемеївської адміністрації у Єгипті, як засіб боротьби з «колонізаторським» світоглядом (до питання про так звану «колоніальну» ситуацію у птолемеївському Єгипті) // Східний світ. — 2005. — № 1. — С. 53-62.
- Аналіз одного з аспектів соціально-економічних реалій елліністичного Єгипту (до питання про так звану «колоніальну» ситуацію у птолемеївському Єгипті) // Східний світ. — 2004. — № 4. — С. 35-42.
- Стосунки між єгиптянами та еллінізованими іммігрантами у світлі грекомовних папірологічних джерел (до питання про так звану «колоніальну» ситуацію у птолемеївському Єгипті) // Східний світ. — 2004. — № 3.- С. 30-36.
- Птолемей Сотер і рада царських «друзів»: до питання про взаємовідносини // Сходознавство. — 2004. — В. 25-26. — С. 31-43.
- Інтерпретація одного з аспектів релігійної політики Птолемеїв // Східний світ. — 2004. — № 1. — С. 73-79.
- Птолемей ІІІ і Анубіс: можливість неофіційного ототожнення // Східний світ. — 2009. — № 4. — С. 26-38.
- Грецькі міфи в Єгипті при перших Птолемеях (три замальовки) // Східний світ. — 2010. — № 2. — С. 46-54.
- Два нариси з історії елліністичної Кирени // Наукові записки. — 2010. — № 1. — С. 17-28.
- Перші Птолемеї і формування монархічної ідеології: традиції, запозичення, інновації // Орієнтальні студії в Україні. До ювілею Л. В. Матвєєвої. Збірник наукових статей. Київ, 2010. — С. 232—254.
- Прийняття Птолемеєм І царського титулу: проблема датування // Східний світ. — № 4. — 2011 — № 1. — 2012. — С. 79-86, 115—122.
- Обожнення Птолемея І родосцями: співвідношення заслуг і винагороди // Східний світ. — 2012. — № 4. — С. 49-55.
- Місце та час коронації Селевка І Нікатора // Polyphonia orientis. До ювілею В. С. Рибалкіна. — Київ, 2013. — С. 316—329.
- Інкорпорація південних областей Малої Азії до складу держави Птолемеїв: нова інтерпретація подій // Східний світ. — 2013. — № 4. — С. 16-26.
- Птолемей I Сотер як учасник IV війни Діадохів: боягузтво, підступність чи обачність // Доісламський Близький Схід: історія, релігія, культура. Збірник наукових статей /під ред. М. О. Тарасенка. — Київ: Інститут сходознавства НАНУ, 2014. — С. 83-92.
- Птолемей Філадельф і Лаг, син Таїс: реконструкція стосунків між братами // Східний світ. — 2014. — № 4. — С. 19-27.
- Постскриптум до ІІІ Сирійської війни // Сходознавство. — В. 77 (2017). — С. 25-53.
- «Захоплення» Кілікії Селевком І: перегляд датування // Сходознавство. — В. 83 (2019). — С. 3-24.
- Panov M., Zelinskyi A. Statue of Ptolemy II Philadelphus (villa Albani 558): Study of the Inscription and Problem of the Dating // Studies in ancient art and civilization. — V. 23 (2019). — P. 153—173.
- Персні "птолемеївського типу " і Північне Причорномор 'я: виняток чи правило? // Східний світ. — 2020. — № 1. — С. 5-20.
- Навмисні «помилки» в демотичному варіанті Декрету Рафії // Доісламський Близький Схід: історія, релігія, культура. — Вип. 2 (2021). — С. 69-78.
- Морські мозаїки з Тмуїсу, цариця Береніка ІІ та мендеські пахощі: новий погляд на стару проблему // Текст і образ: актуальні проблеми історії мистецтва. — 2021. — № 2. — С. 5-24.
- Зовнішньополітичні орієнтири віфінського царя Зіела у світлі нових коських написів // Вісник Харківського національного університету імені В. Н. Каразіна. Серія «Історія». — вип. 60 (2021). — С. 27–48.
- Можлива мета скликання війська до Антіохії-на-Оронті у 250 р. до н. е. // Вісник Харківського національного університету імені В. Н. Каразіна. Серія «Історія». — вип. 61 (2022). — С. 183—201.
- Птолемеї та хеб-сед: характер застосування ритуалу сакрального оновлення в елліністичному Єгипті // Сходознавство. — Вип. 90 (2022). — С. 63-92.
- Датування візиту птолемеївської військово-морської ескадри до Боспорського царства // Стародавнє Причорномор'я. — Вип. XIv (2023). — С. 240—247.
- Визначення дати заснування нового александрійського Бубастейону Беренікою ІІ // Східний світ. — 2023. — № 4. — С. 5-18.
- Ліванська республіка: між політичним конфесіоналізмом і політичним прагматизмом // Проблеми всесвітньої історії. 2021. № 3;
- Політичні династії Лівану: «тонке налаштування» // Там само. 2022. № 1;
- Ліван і Сирія — «сіамські близнюки» Леванту: стан речей на сучасному етапі // Там само. 2022. № 3;
- Ліванська Республіка у 2005—2023 рр.: здобутки Кедрової революції та спадщина сирійської окупації. Ч. 1–2 // Там само. 2023. № 1.